# Daours
Daours [duʁ] est une commune française située dans le département de la Somme en région Hauts-de-France.

## Géographie

### Localisation
La commune de Daours est située au confluent de la Somme et de l'Hallue, à une dizaine de kilomètres à l'est d'Amiens

#### Communes limitrophes
| Pont-Noyelles    | Pont-Noyelles                  | Corbie  |
| Bussy-lès-Daours | Daours                         | Aubigny |
| Lamotte-Brebière | Vecquemont et Blangy-Tronville |         |

#### Géologie et relief
La superficie de la commune est de 865 hectares, l'altitude varie entre 22 et 96 mètres.

#### Nature du sol et du sous-sol
Le territoire de la commune de Daours se divise en deux grands ensembles :
- les vallées de la Somme et de l'Hallue au sol tourbeux de formation quaternaire ;
- les plateaux avoisinants de formation secondaire ont une assise de calcaire argileux renfermant des sables marneux qui affleurent le long de la falaise bordant la Somme. La partie supérieure du sous-sol est constituée par un lit de silex. Immédiatement au-dessus, se trouvent un lœss jaunâtre et le limon des plateaux appelé aussi terre à brique, de formation quaternaire ancienne. Cette couche de limon est plus épaisse au nord et au sud-ouest de la commune qu'au sud et à l'est[2].

#### Relief, paysage, végétation
Le relief de la commune se compose de deux vallées, celle de l'Hallue et celle de la Somme dans lesquelles l'altitude atteint une vingtaine de mètres et de deux plateaux :
- le Petit Terroir, au nord du village où se trouve le point culminant de la commune au lieu-dit les Ménoques (~70 m) ;
- le Grand Terroir situé au sud-ouest du village (altitude ~50 mètres). Le plateau nord (Petit Terroir) est séparé du lit de la Somme par des falaises presque à pic[2].

### Hydrographie

#### Réseau hydrographique
La commune est située dans le bassin Artois-Picardie. Elle est drainée par la rivière d'Hallue, la Noelle, le Grand Marais, le ruisseau de La Cressonnière, le bras de décharge aval rd ecl 15 Daours de vanne bras de décharge au canal de la Somme, le bras de décharge rd ecl 15 Daours du confluent du canal de la Somme à la vanne du bras de décharge, le Château de Tronville et divers autres petits cours d'eau.
Le canal de la Somme, qui porte dans cette section le nom de canal d'Angoulême, construit entre 1770 et 1827, mis au gabarit Freycinet en 1880, est long de 170 km. Il débute à Saint-Simon où il touche au canal de Saint-Quentin et débouche dans la baie de Somme. Une écluse a été construite à Daours.
L'Hallue, d'une longueur de 16 km, prend sa source dans la commune de Vadencourt et se jette  dans la Somme canalisée en limite des communes de  sur la commune et de Vecquemont, après avoir traversé onze communes. Les caractéristiques hydrologiques de l'Hallue sont données par la station hydrologique située sur la commune. Le débit moyen mensuel est de 1,08 m3/s. Le débit moyen journalier maximum est de 4,33 m3/s, atteint lors de la crue du 20 mars 2002. Le débit instantané maximal est quant à lui de 4,45 m3/s, atteint le 11 avril 2002.
Le bassin qui s'étend sur 220 km² est l'un des plus aquifères du nord de la France.
Nés de l'extraction de la tourbe, des marais se trouvent dans la commune comme celui des Hallettes. La nappe phréatique est située à quelques mètres de la surface du sol.

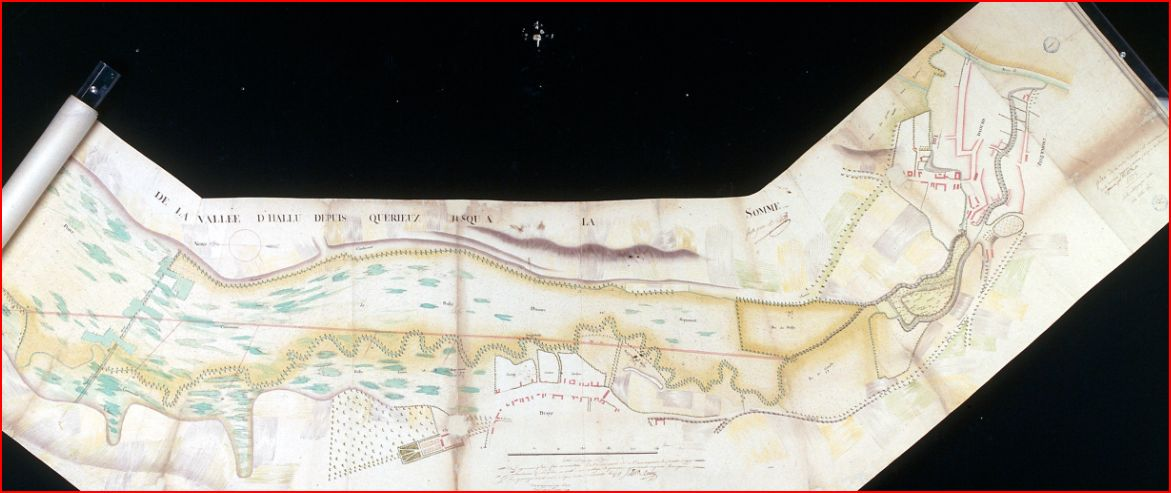
Confluence à Daours de l'Hallue et de la Somme en 1757.
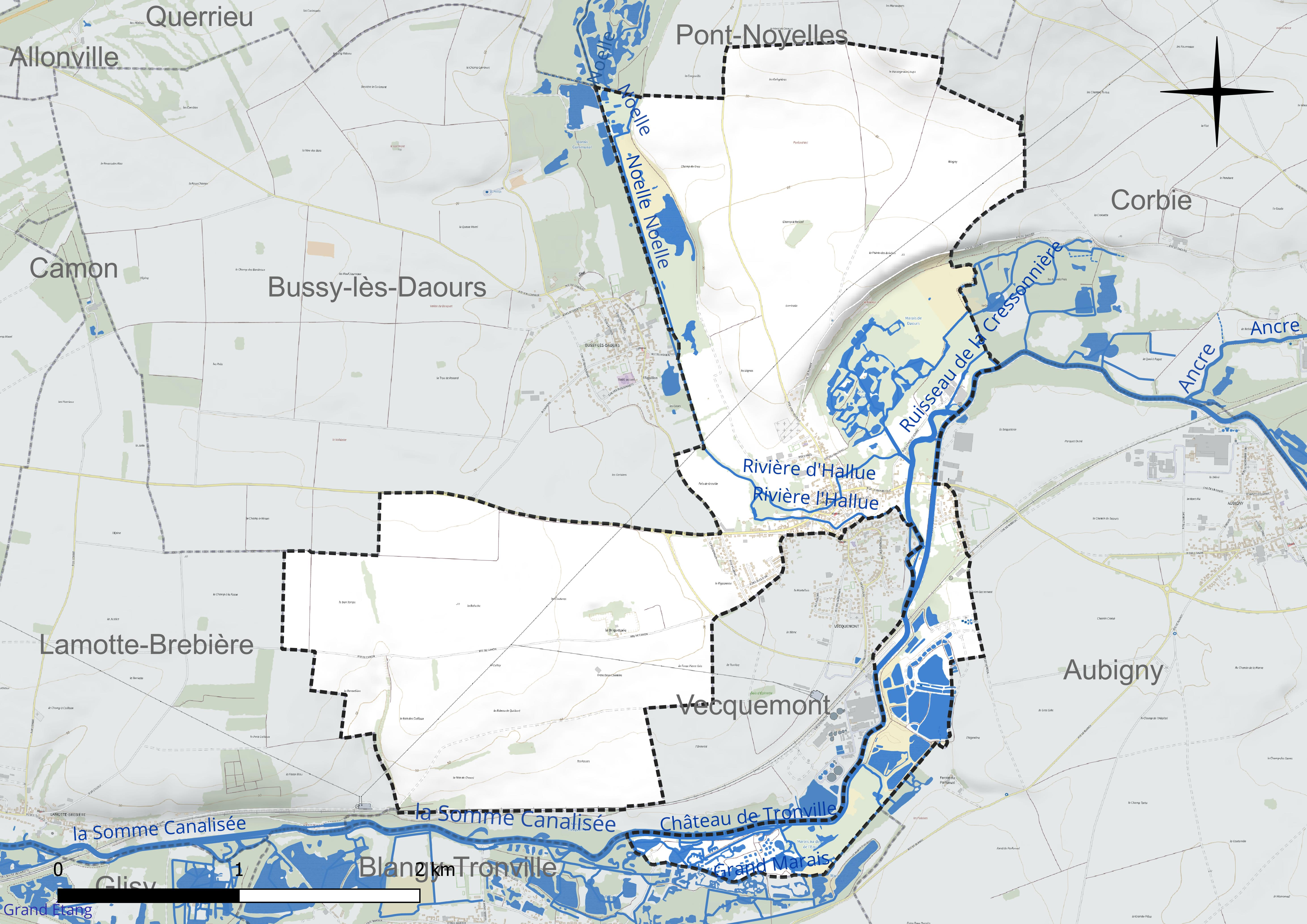
Réseau hydrographique de Daours.

#### Gestion et qualité des eaux
Le territoire communal est couvert par le schéma d'aménagement et de gestion des eaux (SAGE) « Somme aval et Cours d'eau côtiers ». Ce document de planification concerne un territoire de 1 835 km2 de superficie, délimité par le bassin versant de la Somme canalisée. Le périmètre a été arrêté le 29 avril 2010 et le SAGE proprement dit a été approuvé le 6 août 2019. La structure porteuse de l'élaboration et de la mise en œuvre est le syndicat mixte d'aménagement hydraulique du bassin versant de la Somme (AMEVA).
La qualité des cours d'eau peut être consultée sur un site dédié géré par les agences de l'eau et l'Agence française pour la biodiversité.

### Climat
Pour des articles plus généraux, voir Climat des Hauts-de-France et Climat de la Somme.
En 2010, le climat de la commune est de type climat océanique dégradé des plaines du Centre et du Nord, selon une étude du CNRS s'appuyant sur une série de données couvrant la période 1971-2000. En 2020, Météo-France publie une typologie des climats de la France métropolitaine dans laquelle la commune est exposée à un climat océanique et est dans la région climatique Nord-est du bassin Parisien, caractérisée par un ensoleillement médiocre, une pluviométrie moyenne régulièrement répartie au cours de l'année et un hiver froid (3 °C).
Pour la période 1971-2000, la température annuelle moyenne est de 10,6 °C, avec une amplitude thermique annuelle de 14,2 °C. Le cumul annuel moyen de précipitations est de 684 mm, avec 11,2 jours de précipitations en janvier et 8,2 jours en juillet. Pour la période 1991-2020, la température moyenne annuelle observée sur la station météorologique la plus proche, située sur la commune de Glisy à 4 km à vol d'oiseau, est de 11,1 °C et le cumul annuel moyen de précipitations est de 646,6 mm,. Pour l'avenir, les paramètres climatiques de la commune estimés pour 2050 selon différents scénarios d'émission de gaz à effet de serre sont consultables sur un site dédié publié par Météo-France en novembre 2022.
| Mois                                  | jan.           | fév.             | mars          | avril         | mai             | juin           | jui.           | août           | sep.           | oct.            | nov.            | déc.             | année      |
| ------------------------------------- | -------------- | ---------------- | ------------- | ------------- | --------------- | -------------- | -------------- | -------------- | -------------- | --------------- | --------------- | ---------------- | ---------- |
| Température minimale moyenne (°C)     | 1,6            | 1,6              | 3,4           | 5,1           | 8,4             | 11,4           | 13,4           | 13,3           | 10,7           | 8               | 4,7             | 2,2              | 7          |
| Température moyenne (°C)              | 4,2            | 4,7              | 7,5           | 10,1          | 13,5            | 16,5           | 18,7           | 18,7           | 15,6           | 11,8            | 7,6             | 4,7              | 11,1       |
| Température maximale moyenne (°C)     | 6,7            | 7,8              | 11,5          | 15,2          | 18,5            | 21,6           | 23,9           | 24             | 20,5           | 15,6            | 10,5            | 7,1              | 15,2       |
| Record de froid (°C) date du record   | −14,6 10.01.09 | −12,7 07.02.1991 | −10 04.03.05  | −3,9 08.04.03 | −1,2 07.05.1997 | 0,1 05.06.1991 | 4,5 04.07.1990 | 5,2 08.08.1990 | 1,1 27.09.1990 | −5,4 30.10.1997 | −9,5 24.11.1998 | −13,5 29.12.1996 | −14,6 2009 |
| Record de chaleur (°C) date du record | 15,8 09.01.15  | 19,4 24.02.1990  | 24,1 31.03.21 | 26,7 19.04.18 | 31,5 27.05.05   | 36 27.06.11    | 41,7 25.07.19  | 38,1 10.08.03  | 34,2 15.09.20  | 28 10.10.23     | 20,7 07.11.15   | 17,1 07.12.00    | 41,7 2019  |
| Ensoleillement (h)                    | 637            | 865              | 1 469         | 2 063         | 2 027           | 2 203          | 224            | 1 881          | 168            | 1 169           | 711             | 665              | 17 609     |
| Précipitations (mm)                   | 48,8           | 45               | 45,3          | 39,4          | 55,9            | 54,6           | 58,9           | 59,9           | 48,4           | 57,7            | 60,4            | 72,3             | 646,6      |

#### Projets d'aménagements
Dans le cadre de l'élaboration du futur plan local d'urbanisme intercommunal (PLUi), un plan d'aménagement et de développement durable (PADD) est en cours de rédaction.

## Urbanisme

### Typologie
Au 1er janvier 2024, Daours est catégorisée bourg rural, selon la nouvelle grille communale de densité à sept niveaux définie par l'Insee en 2022.
Elle est située hors unité urbaine. Par ailleurs la commune fait partie de l'aire d'attraction d'Amiens, dont elle est une commune de la couronne,. Cette aire, qui regroupe 369 communes, est catégorisée dans les aires de 200 000 à moins de 700 000 habitants,.

### Occupation des sols
L'occupation des sols de la commune, telle qu'elle ressort de la base de données européenne d'occupation biophysique des sols Corine Land Cover (CLC), est marquée par l'importance des territoires agricoles (79,7 % en 2018), en diminution par rapport à 1990 (81,6 %). La répartition détaillée en 2018 est la suivante : 
terres arables (67,3 %), zones humides intérieures (8,8 %), zones agricoles hétérogènes (6,2 %), prairies (6,1 %), zones urbanisées (5,5 %), forêts (3,4 %), eaux continentales (2,5 %), zones industrielles ou commerciales et réseaux de communication (0,2 %). L'évolution de l'occupation des sols de la commune et de ses infrastructures peut être observée sur les différentes représentations cartographiques du territoire : la carte de Cassini (XVIIIe siècle), la carte d'état-major (1820-1866) et les cartes ou photos aériennes de l'IGN pour la période actuelle (1950 à aujourd'hui).

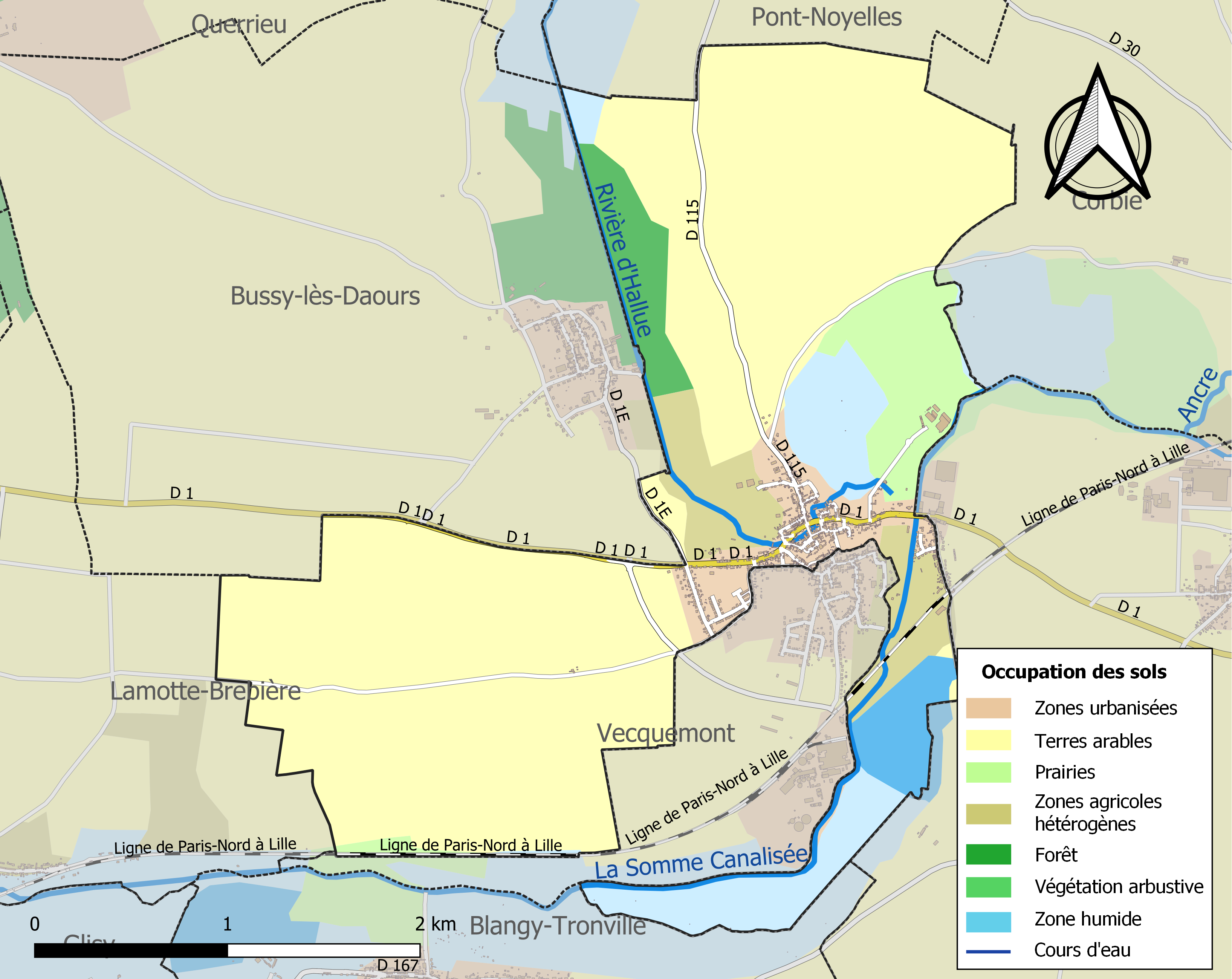
Carte des infrastructures et de l'occupation des sols de la commune en 2018 (CLC).

### Habitat

#### Morphologie urbaine
Le village de Daours et celui de Vecquemont ne forment qu'une seule agglomération, le bâti étant continu. Cependant les deux communes gardent leur autonomie.
Daours s'est développée à la confluence de la Somme et de l'Hallue et la présence d'un bac ou d'un pont a favorisé le développement de la commune au Moyen Âge et aux Temps modernes. L'habitat est groupé autour de l'église et de la mairie-école. Il se prolonge le long de la route de Corbie à Amiens et de celle de Pont-Noyelles.

#### Logement
En 2009, le nombre total de logements dans la commune était de 325, alors qu'il était de 307 en 1999.
Parmi ces logements, 94,5 % étaient des résidences principales, 1,8 % des résidences secondaires et 3,7 % des logements vacants. Ces logements étaient pour 97,7 % d'entre eux des maisons individuelles et pour 2,3 % des appartements.
La proportion des résidences principales, propriétés de leurs occupants était de 77,6 %, stable par rapport à 1999.

### Voies de communication et transports

Gare de Daours.

- Transport ferroviaire : La gare de Daours (commune d'Aubigny) est située sur la voie ferrée reliant Amiens à Lille. Elle est desservie par des T.E.R. Hauts-de-France.
- Transports en commun routiers : la localité est desservie par les lignes d'autocars du réseau interurbain Trans'80 Hauts-de-France (ligne no 37)[28].

Daours est situé sur la R D 1 qui va d'Amiens à Péronne. Un projet de déviation routière contournant le village est en discussion depuis plusieurs décennies. Il est actuellement au point mort.
- Daours est également située sur le canal de la Somme qui n'est plus fréquenté que pour le tourisme fluvial.

## Toponymie
Plusieurs formes désignent Daours dans les textes anciens : Dors en 704 ; Durdis en 843 ; Dorzs en 1140 ; Dursi en 1140 ; Durs en 1144 ; Dorr en 1153 ; Dours en 1159 ; Daours en 1348 ; Dur au XVe siècle ; Dourscha en 1607 ; Doure en 1638 ; D'aours en 1750.

Daours viendrait du celte da-our c'est-à-dire de l'eau, le « village de l'eau » comme Dour-lens (Doullens), en breton : Doualas. La commune de Daours est située au confluent le la Somme et de l'Hallue.

## Histoire

### Préhistoire
On a retrouvé des hachettes polies datant de la préhistoire au lieu-dit le Bois des Cailloux sur le plateau dominant la rive droite de la Somme.

### Protohistoire
Sur le contrefort des falaises entre la Somme et l'Hallue, des hachettes gauloises en bronze et des monnaies ont été mises au jour.

### Antiquité
Dans les tourbières, ont été retrouvés des vestiges gallo-romains : vases et monnaies. L'église de Daours serait construite sur l'emplacement d'un temple romain.

### Moyen Âge
Au Moyen Âge, Daours fut partiellement sous la tutelle de l'abbaye de Corbie. Une maladrerie existait dans le village au Moyen Âge.
En 825, l'empereur Louis le Pieux céda à l'abbaye de Corbie les droits de péage du pont de Daours puis du bac après sa destruction. En 832, le village fut pillé par les Vikings.
Sur les falaises, existait le village disparu de Wagny avec le prieuré Saint-Martin de Wagny (cure fondée en 1135).
La famille de Daours exerçait la seigneurie au Moyen Âge central. En 1214, Baudouin de Daours participa aux côtés du roi de France à la bataille de Bouvines. Le sire Jean de Daours, chevalier, donna aux habitants une charte, la loi de Daours, en juillet 1239,.
Le 5 février 1362, Gautier de Châtillon (-Porcien), sire de D(a)ours († 1380 ; fils cadet du Grand-queux et Grand-maître Jean de Châtillon, † 1363, et d'Eléonore de Roye, † 1333, dame de Daours et de la Ferté-lès-Saint-Riquier ; un des fils d'Eléonore et Gautier, Jean de Châtillon, † 1397, est aussi seigneur de Daours, comme son propre fils Charles de Châtillon aux alentours de 1400), exempta l'abbaye de Corbie du droit de péage du bac de Daours.
En 1470, Charles le Téméraire, duc de Bourgogne, comte d'Artois et maître des Villes de la Somme (traités d'Arras-1435, de Conflans-1465 et de Péronne-1468), occupa Daours.

### Époque moderne
Daours faisait partie de la prévôté de Fouilloy, de l'élection de Doullens, du doyenné de Mailly.
Au XVe siècle, Pierre de La Trémoïlle (vers 1348-1426), frère cadet de Guy VI et mari en 1402 de Jeanne, fille de Lancelot de Longvilliers d'Engoudsent, acquiert Daours en 1413.
Au XVIe siècle, la châtellenie de Daours appartenait à Charles d'Ailly, sire de Picquigny, vidame d'Amiens († 1522), du chef de sa femme Philippe de Crèvecœur (prénom alors épicène ; alias Philippa, Philipotte ; mariée en 1486), dame de Daours, Allonville et Glimont, fille d'Antoine seigneur de Crèvecœur et Grand-louvetier († av. 1493), et de Marguerite de La Trémoïlle († ap. 1496), dame de Daours, arrière-petite-fille de Pierre de La Trémoille et Jeanne de Longvilliers ci-dessus (de 1553 à 1559, ladite Philippe de Crèvecœur serait encore dame de Daours ?).
Les d'Ailly conservent Daours jusqu'à Charlotte-Claire-Eugénie d'Ailly (vers 1600-1681), dame de Picquigny, de Dours, de Raineval et de Chaulnes, vidamesse d'Amiens, épouse en 1620 du maréchal Honoré d'Albert, duc de Chaulnes (1581-1649 ; frère cadet du connétable Charles d'Albert, duc de Luynes ; Postérité éteinte en 1708).
Jean-Baptiste Vaysse/Vaïsse de Longueval d'Allonville (1687-1754 ; père de Louis-Alexandre Vaysse d'Allonville de Rainneville), puis Adrien Va(c)quette de Fréchencourt (1668-1749), devinrent seigneurs de Daours dans la 1re moitié du XVIIIe siècle. Adrien Vacquette de Fréchencourt fut père d'Adrien-Pierre, Jean-Baptiste de Gribeauval et Marie-Madeleine Vacquette de Fréchencourt (dame de Daours en 1772 ; mariée en 1741 à Jacques-François-Joseph Lequieu/Le Quieu de Moyenneville, 1710-1780 ; mère de Jacques-François-Joseph-Firmin Lequieu de Moyenneville, et de Marie-Thérèse-Victoire Le Quieu de Moyenneville, 1755-1814, dame de St-Leu, femme en 1775 de Louis-François du Bos de Flers, 1746-1823).
Le 18 août 1597, Henri IV battit les Espagnols devant Daours et les poursuivit jusqu'à Encre (aujourd'hui Albert, du nom de son seigneur, le connétable-duc Charles de Luynes évoqué ci-dessus). Des fouilles archéologiques entreprises lors de la construction de l'écluse ont mis au jour des armes et des casques. En 1615, Daours fut fortifiée par le Maréchal d'Ancre. Jean Hanique, écuyer en était le capitaine en 1623.
Du 16 au 19 août 1636, les Espagnols pillèrent le bourg et l'incendièrent le 4 septembre de la même année.
De 1680 à 1789, huit maîtres d'école furent élus et rémunérés par les habitants.

### Époque contemporaine

#### XIXesiècle
Le 8 brumaire an VII, un instituteur communal fut recruté par la commune. En 1806, la commune se dota d'une école primaire. De 1821 à 1827, se déroula la construction du canal d'Angoulême (canal de la Somme) avec une écluse, par la compagnie Urbain Satoris. En 1831-1832, on construisit un pont de bois sur la Somme (coût : 8 613 francs).
Le XIXe siècle marqua le début de l'industrialisation à Daours avec la création de filatures, scieries, moulins à farine, usine à papier et même fabricant de bicyclettes.
En 1832, une épidémie à Daours toucha 245 malades, 15 hommes et 13 femmes en moururent. En 1843, le chemin de fer arriva dans la commune. La halte de Daours (située sur le territoire de la commune d'Aubigny ne fut en service qu'en 1875. En 1849, 25 habitants moururent à la suite d'une épidémie.
Durant les années 1860-1865, l'église fut reconstruite en brique pour un coût de 75 000 francs.
Le 23 décembre 1870, un épisode des plus ardents de la bataille de Pont-Noyelles se déroula à Daours. Le cimetière communal comprend 36 sépultures de militaires.
En 1879, l'école des filles fut laïcisée. En 1882, la mairie et l'école des garçons furent construites pour un coût de 36 000 francs. Le XIXe siècle vit la fin de l'extraction de la tourbe à Daours.

#### Première Guerre mondiale
Pendant la Grande Guerre, village de l'arrière, Daours ne connut pas l'âpreté des combats. En 1916, un hôpital militaire britannique de campagne Clearing Station était installé à Daours. Il fut déplacé vers l'est après le recul allemand de 1917. En avril-août 1918, pendant l'offensive allemande, un hôpital militaire britannique fut de nouveau installé à Daours.

#### Seconde Guerre mondiale
En mai 1940, au cours de la Bataille de France, l'armée française fit sauter le pont de chemin de fer de Daours. Les soldats de la 4e division d'infanterie coloniale opposèrent une farouche résistance aux troupes allemandes mais durent se replier début juin. Les Allemands reconstruisirent le pont en bois et les résistants empêchèrent sa destruction en août 1944.

## Politique et administration

### Administration municipale
De 1790 à 1801, la commune relève de l'administration et de la justice de paix du canton de Querrieux.
En l'an VII et jusqu'au 10 germinal de l'an VIII (30 mars 1800), tous les mariages civils du canton sont prononcés au chef-lieu, conformément à l'article IV de la Loy du 13 fructidor de l'an VI (30 août 1798).
Le nombre d'habitants de la commune étant compris entre 500 et 1 499 au dernier recensement, le nombre de membres du conseil municipal est de 15.

### Liste des maires
Depuis 1935, six maires se sont succédé :
| Période   | Période                   | Identité          | Étiquette | Qualité                                |
| --------- | ------------------------- | ----------------- | --------- | -------------------------------------- |
| 1935      | 1963                      | Charles Deruy     |           |                                        |
| 1963      | 1966                      | Fernand Bauchet   |           |                                        |
| 1966      | 1980                      | Guy Buffet        |           |                                        |
| mars 1981 | 2014                      | Gérard Holleville | PRG       | Antiquaire Expert auprès des tribunaux |
| 2014      | 2020                      | Philippe Dine     |           |                                        |
| 2020      | En cours (au 5 août 2020) | Didier Bardet     |           |                                        |

### Jumelages
Au 1er mars 2013, Daours n'est jumelée avec aucune commune.

## Population et société

### Démographie
L'évolution du nombre d'habitants est connue à travers les recensements de la population effectués dans la commune depuis 1793. Pour les communes de moins de 10 000 habitants, une enquête de recensement portant sur toute la population est réalisée tous les cinq ans, les populations de référence des années intermédiaires étant quant à elles estimées par interpolation ou extrapolation. Pour la commune, le premier recensement exhaustif entrant dans le cadre du nouveau dispositif a été réalisé en 2008.

En 2022, la commune comptait 755 habitants, en évolution de −7,25 % par rapport à 2016 (Somme : −1,26 %, France hors Mayotte : +2,11 %).
| 1793 | 1800 | 1806 | 1821 | 1831 | 1836 | 1841 | 1846 | 1851 |
| ---- | ---- | ---- | ---- | ---- | ---- | ---- | ---- | ---- |
| 519  | 537  | 502  | 576  | 627  | 712  | 688  | 739  | 716  |

| 1856 | 1861 | 1866 | 1872 | 1876 | 1881 | 1886 | 1891 | 1896 |
| ---- | ---- | ---- | ---- | ---- | ---- | ---- | ---- | ---- |
| 748  | 746  | 707  | 657  | 686  | 684  | 691  | 705  | 649  |

| 1901 | 1906 | 1911 | 1921 | 1926 | 1931 | 1936 | 1946 | 1954 |
| ---- | ---- | ---- | ---- | ---- | ---- | ---- | ---- | ---- |
| 560  | 567  | 547  | 596  | 617  | 565  | 590  | 556  | 555  |

| 1962 | 1968 | 1975 | 1982 | 1990 | 1999 | 2006 | 2008 | 2013 |
| ---- | ---- | ---- | ---- | ---- | ---- | ---- | ---- | ---- |
| 709  | 718  | 788  | 762  | 789  | 768  | 776  | 778  | 836  |

| 2018 | 2022 | - | - | - | - | - | - | - |
| ---- | ---- | - | - | - | - | - | - | - |
| 780  | 755  | - | - | - | - | - | - | - |

### Enseignement
L'école de Daours est située dans l'académie d'Amiens, en zone B pour les vacances scolaires.
Pour l'année scolaire 2017 - 2018, elle scolarise 52 élèves dans trois classes.
En 2024, la commune administre une école primaire à deux classes (maternelle et élémentaire) qui comportent chacune quatre niveaux,.
L'accueil périscolaire et la cantine sont assurés localement.
Le collège du secteur se situe à Corbie.

### Manifestations culturelles et festivités
À la mi-septembre, chaque année, se déroule, dans le village de Daours, la foire de Saint-Adhélard, devenue au fil des ans une attraction aux diverses activités. Une exposition sur la Grande Guerre est mise en place en 2019 dans la salle de la Cerisaie.

### Sports
Le football et le judo peuvent se pratiquer dans la commune.

### Cultes
- L'église Saint-Jacques constitue le lieu d'accueil du culte catholique.

## Économie

### Revenus de la population et fiscalité
En 2010, le revenu fiscal médian par ménage était de 30 597 €, ce qui plaçait Daours au 12 970e rang parmi les 31 525 communes de plus de 39 ménages en métropole.

### Emploi, entreprises et commerces
En 2009, la population âgée de 15 à 64 ans s'élevait à 512 personnes, parmi lesquelles on comptait 69,8 % d'actifs dont 64,2 % ayant un emploi et 5,6 % de chômeurs.
On comptait 157 emplois dans la commune, contre 147 en 1999. Le nombre d'actifs ayant un emploi résidant dans la commune étant de 334, l'indicateur de concentration d'emploi est de 47,0 %, ce qui signifie que la commune offre un emploi pour deux habitants actifs.
Au 31 décembre 2010, Daours comptait 51 établissements : trois dans l'agriculture-sylviculture-pêche, cinq dans l'industrie, huit dans la construction, trente dans le commerce-transports-services divers et cinq étaient relatifs au secteur administratif.
En 2011, cinq entreprises ont été créées à Daours, dont quatre par des auto-entrepreneurs dans le domaine commerce-transports-services divers.

## Culture locale et patrimoine

### Lieux et monuments

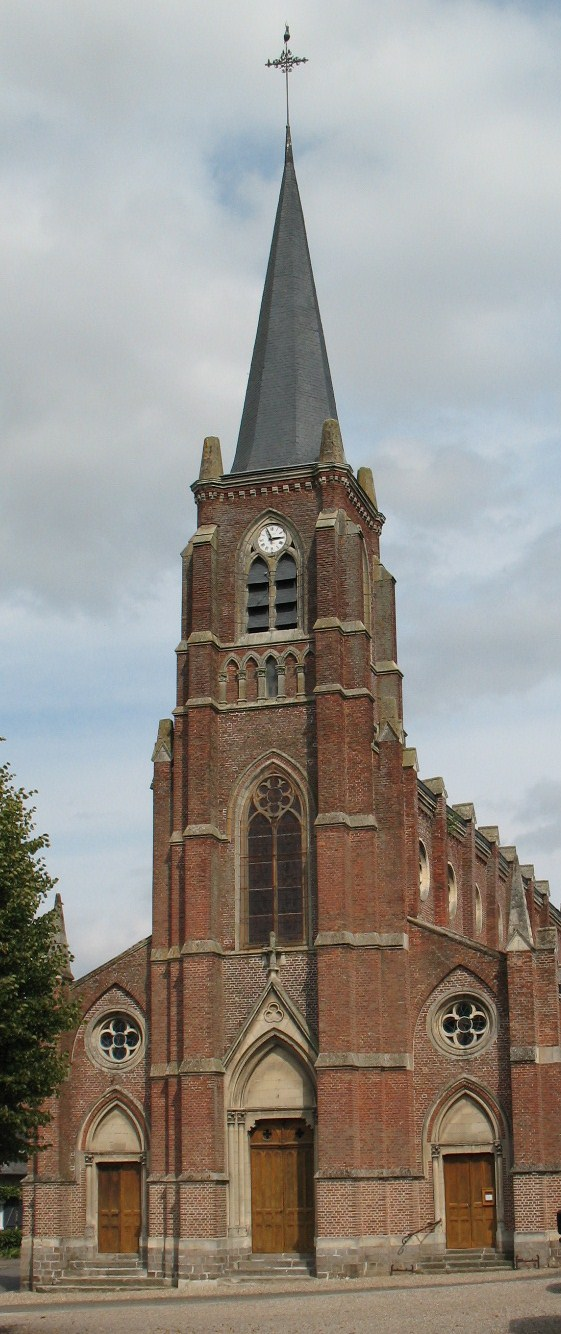

#### Église Saint-Jacques
L'église Saint-Jacques a été construite en 1860, en style néo-gothique sur les plans de l'architecte Victor Delefortrie.
La longueur de la nef est de 23 mètres, la largeur de la partie centrale est de 7 mètres et celle des bas-côtés de 3,5 mètres. Le chœur a une longueur de 7 mètres et le porche une profondeur de 3 mètres. Incluse dans la façade, la tour du clocher dont les contreforts d'angle montent jusqu'au sommet, a une hauteur de 25 mètres ; elle est surmontée d'une flèche dont la hauteur est de 15 mètres ; la croix et le coq la rehaussent encore de 2,5 mètres.
La pierre de Vergelet (pierre de Saint-Leu) a été utilisée pour l'encadrement des portails, des roses, des baies et des meneaux. Solidement contrefortés, les murs de chacun des bas-côtés sont percées de six baies ogivales d'1,8 m de largeur et 4,2 m  de hauteur. Les murs de la nef centrale sont percés en partie haute de six roses quadrilobées de 1,7 m de diamètre.

#### Monument aux morts de la Guerre de 1870
À l'entrée du cimetière communal, la commune de Daours a fait ériger un monument à la mémoire de 36 soldats français morts pendant la guerre franco-allemande de 1870. L'inscription presque effacée est encore lisible difficilement.

#### Cimetière militaire britannique
Le Communal Cemetery Extension est situé sur la route de Pont-Noyelles (D 115) et rassemble 1 231 corps dont 760 Britanniques, 459 Australiens, huit Indiens, deux Canadiens, un Néo-Zélandais et un Sud-Africain. Auxquels s'ajoutent deux travailleurs chinois (Chinese Labour Corps) décédés les 22 et 29 novembre 1918 et les stèles de quatre autres travailleurs chinois décédés le 10 août 1918 et dont les corps inhumés au White chateau Cimetery n'ont pas été retrouvés.

#### Véloroute de la Mémoire
La Véloroute de la Mémoire qui relie Amiens à Arras par Corbie et Albert, passe par Daours sur le chemin de halage du canal de la Somme.

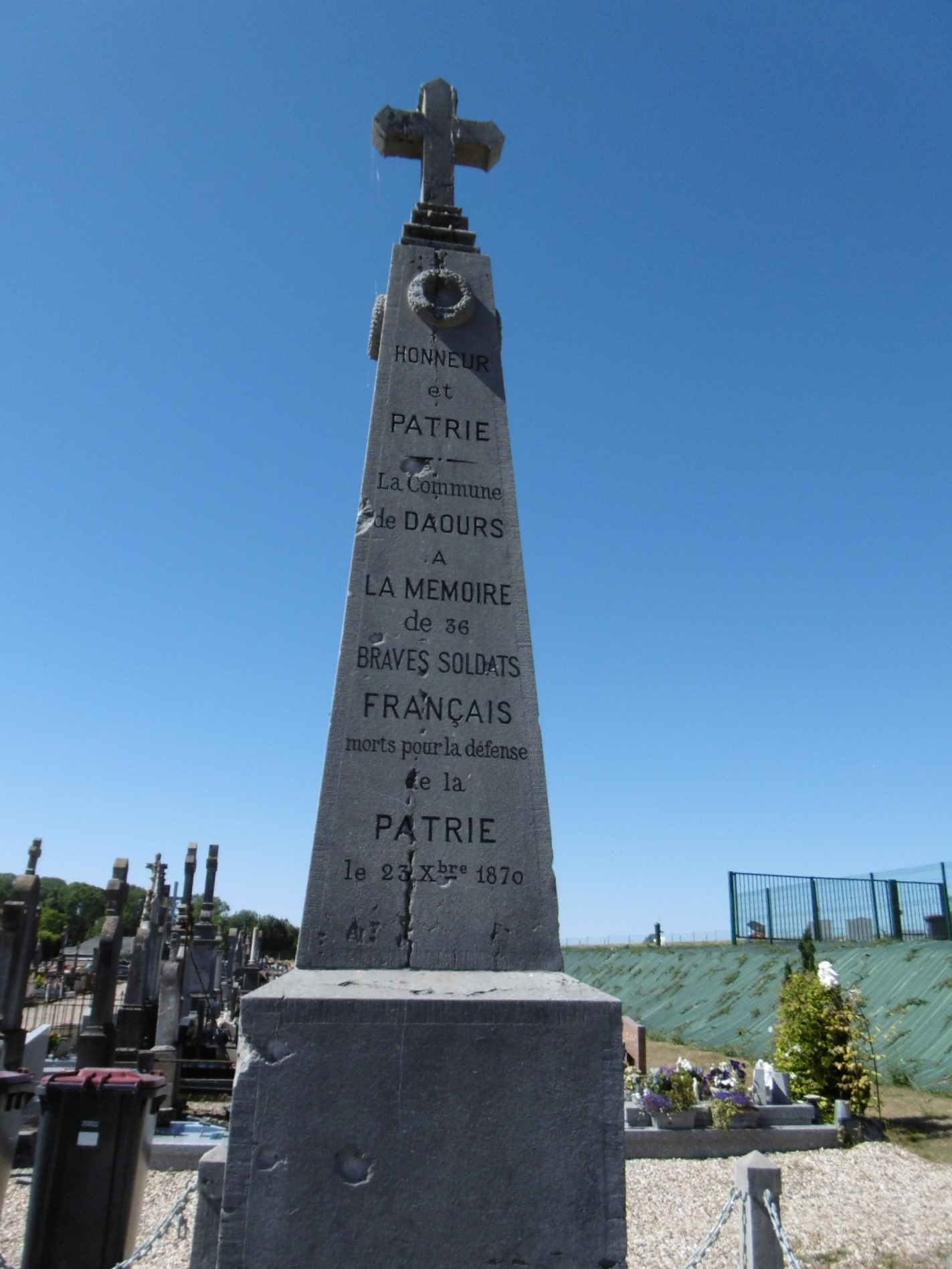
Monument aux morts de la guerre de 1870
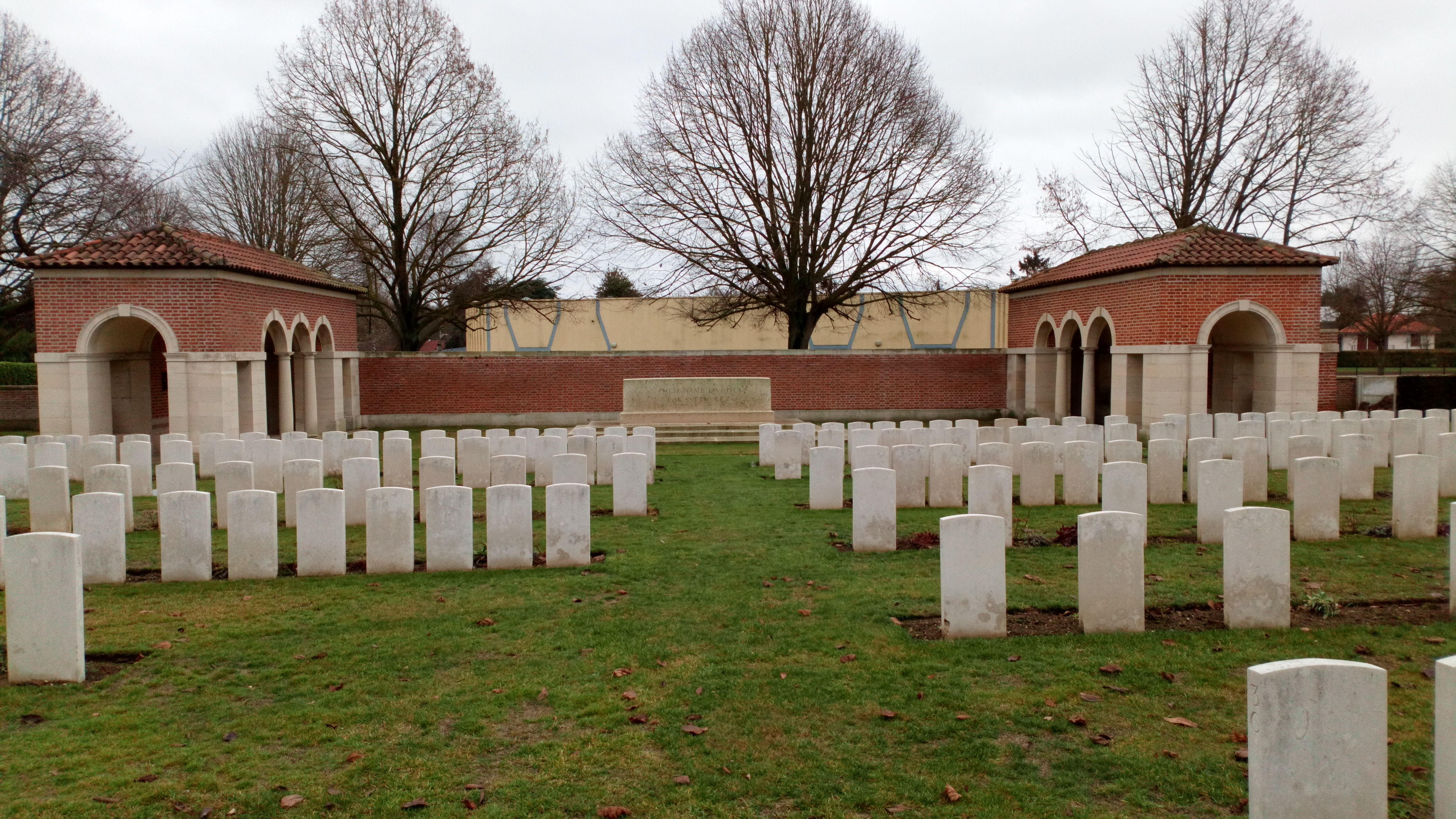
Cimetière militaire britannique de Daours.
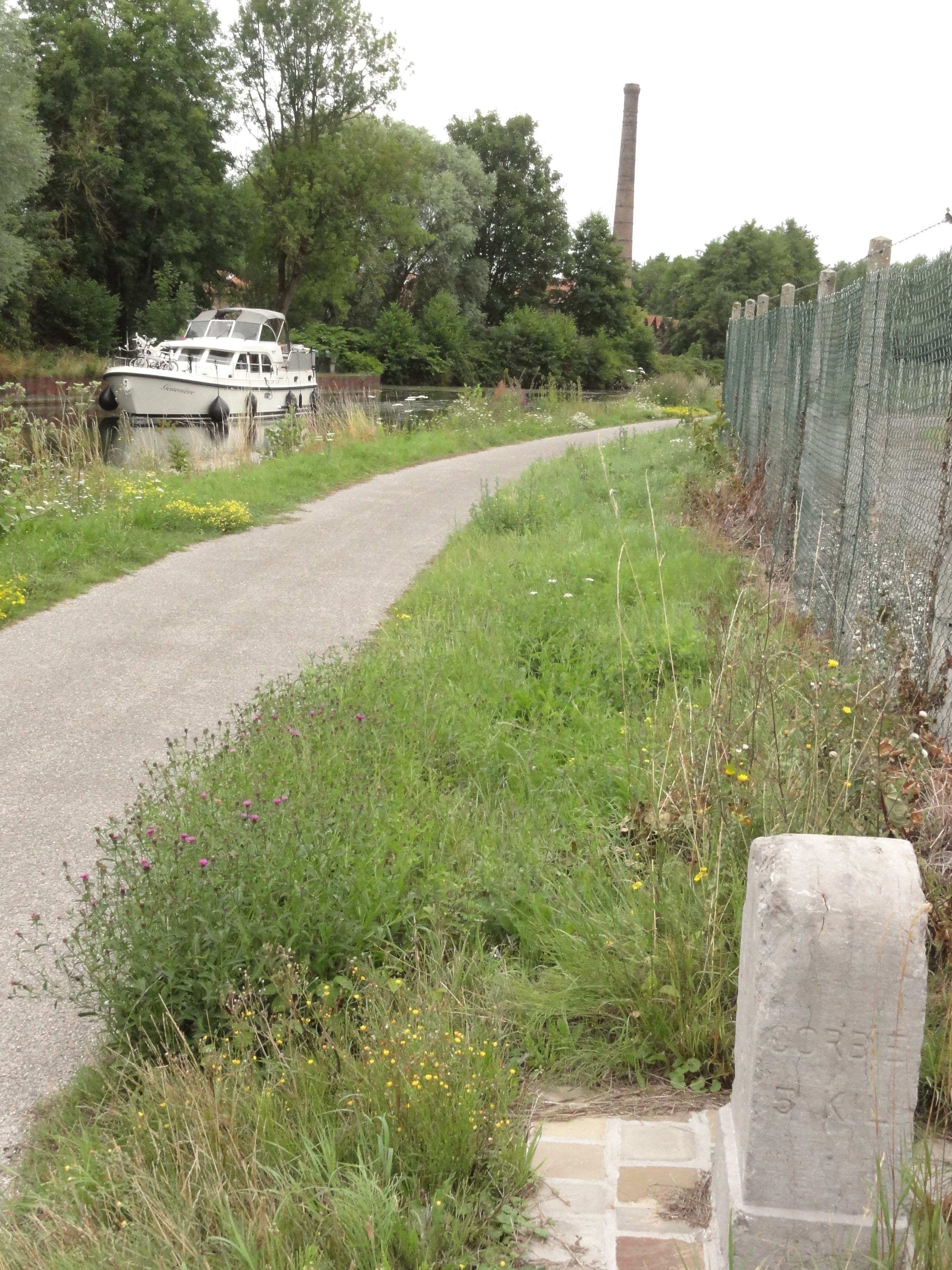
Véloroute de la Mémoire à Daours.

#### Étangs et larris

La commune de Daours possède des étangs et des marais Ce qui a permis le développement de la pêche de loisirs. Ces étangs et marais sont répertoriés en tant que Zone naturelle d'intérêt écologique, faunistique et floristique (Znieff) continentale de type 1  (Identifiant national : 220 320 028) : marais de Daours, du Dur, des Haillettes sur une superficie de 83 ha. Cette zone humide protégée au titre de la Convention de Ramsar, depuis 2017.
La falaise de Daours est un coteau calcaire, un larris, on y rencontre différentes espèces d'orchidées ainsi que de nombreux insectes.

### Personnalités liées à la commune
- Sylviane Carpentier, épouse Warembourg, née le 31 mars 1934 à Dreuil-lès-Amiens, Miss-France 1953, inhumée à Daours.

### Héraldique
| Blason de Daours | Blason  | D'azur au chef d'or, au lion de gueules brochant.                                                                                        |
| Blason de Daours | Détails | La commune a repris le blason de la famille De Daours, seigneurs du lieu. Utilisé par la commune, non entériné par le conseil municipal. |

## Pour approfondir